# Vittorio Cioni
Vittorio Cioni, italijanski veslač, * 12. oktober 1900, † 29. september 1981.
Cioni je za Italijo nastopil na Poletnih olimpijskih igrah 1932 v osmercu. Italijanski čoln je tam osvojil srebrno medaljo.